# Axinulus croulinensis
Axinulus croulinensis is een tweekleppigensoort uit de familie van de Thyasiridae. De wetenschappelijke naam van de soort is voor het eerst geldig gepubliceerd in 1847 door Jeffreys.